# 賀瑒
贺瑒（452年—510年），字德琏，会稽郡山阴县（今浙江省绍兴市）人，南朝梁政治人物。
晋朝司空贺循玄孙。祖贺道力，精於三礼。贺瑒早年由劉獻荐为國子生，举明经，為揚州祭酒。在南朝齐为太学博士、太常丞。入南朝梁，官太常丞。後來遭母憂去職。天监初年，復官太常丞。天监四年（505年），开五馆，以玚兼五经博士。玚本人精於《礼》，常有學生數百人。天监九年（510年）卒，時年五十九。

## 延伸阅读
[在维基数据编辑]
 《梁書·卷48》，出自姚思廉《梁書》
 《南史·卷62》，出自李延壽《南史》